# Дехен, Эрнст Генрих
Эрнст Генрих (Хайнрих) Карл фон Дехен (нем. Ernst Heinrich Carl von Dechen; 25 марта 1800, Берлин — 15 февраля 1889, Бонн) — немецкий геолог, минералог, инженер, изобретатель, педагог.

## Биография
В 1818—1819 годах слушал лекции в Берлинской горной академии. Работал и стажировался на угольных шахтах, до 1822 года занимался горным делом в Бохуме и Эссене. Был горным асессором в Министерстве горного дела в Берлине.
Совершил поездку в Англию и Шотландию. В 1828 году назначен асессором горного дела в Бонне, позже — советник министерства.
С 1834 года — экстраординарный профессор горного дела в университете Берлина. С 1841 года руководил горным управлением в Бонне.
В 1860—1864 годах — главный чиновник горного дела в Бонне.
С 1847 года и до своей смерти был председателем Ассоциации естествознания Рейнской области и Вестфалии в Бонне. Член Общества немецких натуралистов и врачей, почётный член Общества естествознания в Вюртемберге. Почётный член Прусской академии наук. В 1854 году стал членом Германской академии естествоиспытателей «Леопольдина».

## Научная деятельность
Занимался исследованиями залежей полезных ископаемых в Рейнской области и Вестфалии. В 1880 году построил ряд новых водопроводных систем, в том числе в городе Ахен.
Создатель ряда геогностических карт Германии, Англии, Франции и прилегающих стран (1839), детальных карт Рейнской области и карт полезных ископаемых.
Издал «Геологические карты» (1855—1865, 2 издание — 1883) в 34 листах. Автор научных трудов по результатам своих исследований.
В 1852 году первым описал лёсс в Зибенгебирге.

## Память
- Его именем назван лунный кратер Дехен.
- Почётный гражданин города Ахен (1880).
- В Кёнигсвинтере установлен памятник Генриху фон Дехену
- В Бонне его именем названа улица «Dechenstraße», а в Кильбурге — туннель.
- В его честь назван минерал Vondechenit и несколько видов полезных ископаемых.

### Избранные публикации
- Geognostische Umrisse der Rheinlande (1825);
- Geognostische Karte der Rheinlande (1825);
- Geognostische Übersichtskarte von Deutschland, England, Frankreich und den Nachbarländern (1839, 1869);
- Sammlung der Höhenmessungen in der Rheinprovinz (1852);
- Geognostische Führer in das Siebengebirge (1852, 1861);
- Die nutzbaren Mineralien und Gebirgsarten im Deutschen Reich (1873).